# Howard Bristol
Howard Bristol (* 14. August 1902 in Iowa, USA; † 11. Februar 1971 in Santa Barbara, Kalifornien, USA) war ein US-amerikanischer Artdirector und Szenenbildner, der neunmal für den Oscar in der Kategorie Bestes Szenenbild nominiert war.

## Leben
Bristol begann seine Laufbahn als Artdirector und Szenenbildner in der Filmwirtschaft Hollywoods 1933 als Dekorateur bei dem Film When Ladies Meet (1933) und wirkte bis 1968 bei der szenischen Ausstattung von 65 Filmen mit.
Seine erste Nominierung für einen Oscar für das beste Szenenbild erhielt er bei 1942 zusammen mit Stephen Goosson für die Ausstattung im Schwarzweißfilm Die kleinen Füchse (1941) von William Wyler mit Bette Davis, Herbert Marshall und Teresa Wright nach dem gleichnamigen Theaterstück von Lillian Hellman. 1943 war er gemeinsam mit Perry Ferguson für die Ausstattung des Schwarzweißfilms Der große Wurf (1942) nominiert, der nach einer Geschichte von Paul Gallico von Sam Wood mit Gary Cooper, Teresa Wright und Babe Ruth verfilmt wurde. 1944 folgte eine weitere Nominierung mit Ferguson für diesen Oscar und zwar für die Ausstattung des Schwarzweißfilms The North Star (1943), der nach einer Vorlage von Lillian Hellman unter der Regie von Lewis Milestone mit Anne Baxter, Dana Andrews und Walter Huston entstand.
Bei der Oscarverleihung 1945 war Bristol zusammen mit Ernst Fegté für den Farbfilm Das Korsarenschiff (1944) von David Butler mit Bob Hope, Virginia Mayo und Walter Slezak in den Hauptrollen nominiert. Die nächste Oscarnominierung in dieser Kategorie folgte 1953 gemeinsam mit Richard Day und Clavé für den Farbfilm Hans Christian Andersen und die Tänzerin (1952) von Charles Vidor mit Danny Kaye als Hans Christian Andersen sowie Farley Granger und Zizi Jeanmaire in weiteren Rollen. 1956 erhielt er mit Oliver Smith und Joseph C. Wright eine Oscarnominierung für die Ausstattung des Farbfilms Schwere Jungs – leichte Mädchen (1955), einer Musical-Filmkomödie von Joseph L. Mankiewicz mit Marlon Brando, Jean Simmons und Frank Sinatra.
Die nächste Oscarnominierung für das beste Szenenbild bekam Bristol 1962 mit Alexander Golitzen und Joseph C. Wright für den Farbfilm Mandelaugen und Lotosblüten (1961), einer unter der Regie von Henry Koster mit Nancy Kwan, James Shigeta und Jack Soo in den Hauptrollen erfolgten Verfilmung nach dem Roman Flower Drum Song von C. Y. Lee und dem 1957 daraus entstandenen Musical von Richard Rodgers und Oscar Hammerstein. 1968 war er zusammen mit Golitzen und George C. Webb für den Oscar für das Szenenbild von Modern Millie – Reicher Mann gesucht (1967) nominiert, einer musikalischen Komödie von George Roy Hill mit Julie Andrews, James Fox und Mary Tyler Moore. Seine neunte und letzte Nominierung für das beste Szenenbild erhielt Bristol bei 1969 mit Boris Leven und Walter M. Scott für die unter dem Titel Star! von Robert Wise verfilmte Lebensgeschichte der Schauspielerin Gertrude Lawrence mit Julie Andrews, Richard Crenna und Michael Craig.

## Filmografie (Auswahl)
- 1933: When Ladies Meet
- 1936: Große braune Augen (Big Brown Eyes)
- 1941: Adam hatte vier Söhne (Adam Had Four Sons)
- 1941: Pot o’ Gold
- 1941: Die kleinen Füchse (The Little Foxes)
- 1941: Die merkwürdige Zähmung der Gangsterbraut Sugarpuss (Ball of Fire)
- 1942: Der große Wurf (The Pride of the Yankees)
- 1943: The North Star
- 1944: Up in Arms
- 1944: Das Korsarenschiff (The Princess and the Pirate)
- 1945: Der Wundermann (Wonder Man)
- 1946: Der Held des Tages (The Kid from Brooklyn)
- 1948: Schlingen der Angst (Sleep, My Love)
- 1948: Cocktail für eine Leiche (Rope)
- 1948: Achtung! Atomspione! (Walk a Crooked Mile)
- 1950: Auf dem Kriegspfad (Davy Crockett, Indian Scout)
- 1950: Der Henker saß am Tisch (711 Ocean Drive)
- 1950: Aufruhr in Santa Sierra (The Sound Of Fury)
- 1951: Valentino – Liebling der Frauen (Valentino)
- 1951: Grenzpolizei in Texas (The Texas Rangers)
- 1952: Hans Christian Andersen und die Tänzerin (Hans Christian Andersen)
- 1953: König der Piraten (Raiders of the Seven Seas)
- 1954: Das lange Warten (The Long Wait)
- 1954: Der Attentäter (Suddenly)
- 1955: Rattennest (Kiss Me Deadly)
- 1955: Schwere Jungs – leichte Mädchen (Guys and Dolls)
- 1957: Zeugin der Anklage (Witness for the Prosecution)
- 1959: Porgy und Bess (Porgy and Bess)
- 1959: Anatomie eines Mordes (Anatomy of a Murder)
- 1960: Frankie und seine Spießgesellen (Ocean’s Eleven)
- 1961: Tammy Tell Me True
- 1961: Endstation Paris (Back Street)
- 1961: Mandelaugen und Lotosblüten (Flower Drum Song)
- 1962: … gefrühstückt wird zu Hause (If a Man Answers)
- 1963: Was diese Frau so alles treibt (The Thrill of It All)
- 1963: Captain Newman (Captain Newman, M.D.)
- 1964: So bändigt man Eva (I’d Rather Be Rich)
- 1964: Die Frau seines Herzens (Dear Heart)
- 1965: Bei Madame Coco (The Art of Love)
- 1966: Madame X
- 1967: Modern Millie – Reicher Mann gesucht (Thoroughly Modern Millie)
- 1968: Star!